# Монтивилье
Монтивилье (фр. Montivilliers) — город на севере Франции, регион Нормандия, департамент Приморская Сена, округ Гавр, кантон Гавр-2. Расположен в 11 км к северо-востоку от Гавра. Через город протекает река Лезард, ниже по течению впадающая в Танкарвильский канал. В центре города находится железнодорожная станция Монтивилье местной линии Гавр-Рольвиль.
Население (2018) — 15 564 человека.

## История
Археологические исследования показали, что люди селились в этом месте с палеолита, а первое упоминание в хрониках  датируется 682-684 годами, когда Святой Филиберт по поручению епископа Руана Святого Уэна основал здесь женский монастырь. Два века спустя его сожгут викинги, и только в начале XI века монастырь будет воссоздан, но уже как мужской. В 1035 году нормандский герцог Роберт Дьявол вновь сделал монастырь женским, присвоил ему статус аббатства и передал своей тетке Беатрис. Аббатство Монтивилье было закрыто во время Великой Французской революции и впоследствии разрушено. В XX веке оно было восстановлено и в настоящее время является действующим женским бенедиктинским монастырем.
В XIV веке город стал активно развиваться как центр торговли и ремесел. Здесь были открыты кожевенные и ткацкие производства, верфи и солеварни. Производимые в Монтивилье ткани славились своей красотой и распространялись по всей Европе. Река Лезард в те времена была существенно шире и глубже, и по ней доставлялись товары на богатые городские базары и ярмарки. Столетняя война принесла Монтивилье много неприятностей - город и аббатство были разграблены, многие производства разрушены. После окончания войны городская экономика была частично восстановлена, но уровня XIV века достичь не удалось.
Во время Реформации многочисленные семьи гугенотов перебрались в Монтивилье, внеся свой вклад в процветание города. Несмотря на гонения на протяжении нескольких веков, они не покинули город, а Версальский эдикт короля Людовика XVI 1787 года позволил им построить великолепный храм, образец архитектуры конца XVIII века.

## Достопримечательности
- Аббатство Монтивилье, сочетание романского стиля и готики
- Церковь Сен-Жермен XIV века
- Протестантский храм конца XVIII века
- Дендрарий и парк Руэль
- Остатки средневековых укреплений

## Экономика
Структура занятости населения:
- сельское хозяйство — 0,2 %
- промышленность — 3,7 %
- строительство — 4,9 %
- торговля, транспорт и сфера услуг — 35,5 %
- государственные и муниципальные службы — 55,7 %

Уровень безработицы (2017) — 12,4 % (Франция в целом —  13,4 %, департамент Приморская Сена — 15,3 %). 

Среднегодовой доход на 1 человека, евро (2018) — 22 500 (Франция в целом — 21 730, департамент Приморская Сена — 21 140).

## Демография
Динамика численности населения, чел.

## Администрация
Пост мэра Монтивилье с 2014 года занимает социалист Жером Дюбос (Jérôme Dubost). На муниципальных выборах 2020 года возглавляемый им левый список победил в 1-м туре, получив 62,71 % голосов.
| Период | Период | Фамилия          | Партия                                  | Примечания                                                                                |
| ------ | ------ | ---------------- | --------------------------------------- | ----------------------------------------------------------------------------------------- |
| 1965   | 1977   | Жюль Колле       | Разные правые                           |                                                                                           |
| 1977   | 2001   | Мишель Валери    | Социалистическая партия                 | член Генерального совета департамента                                                     |
| 2001   | 2008   | Габриэль Банвиль | Социалистическая партия                 |                                                                                           |
| 2008   | 2014   | Даниэль Пети     | Разные левые                            |                                                                                           |
| 2014   | 2020   | Даниэль Фидлен   | Союз за народное движение Республиканцы | страховщик, член Генерального совета департамента, депутат Национального собрания Франции |
| 2020   |        | Жером Дюбос      | Социалистическая партия                 | начальник отдела Министерства юстиции, член Совета департамента                           |

## Города-побратимы
- Нассер, Буркина-Фасо
- Нордхорн, Германия

## Галерея

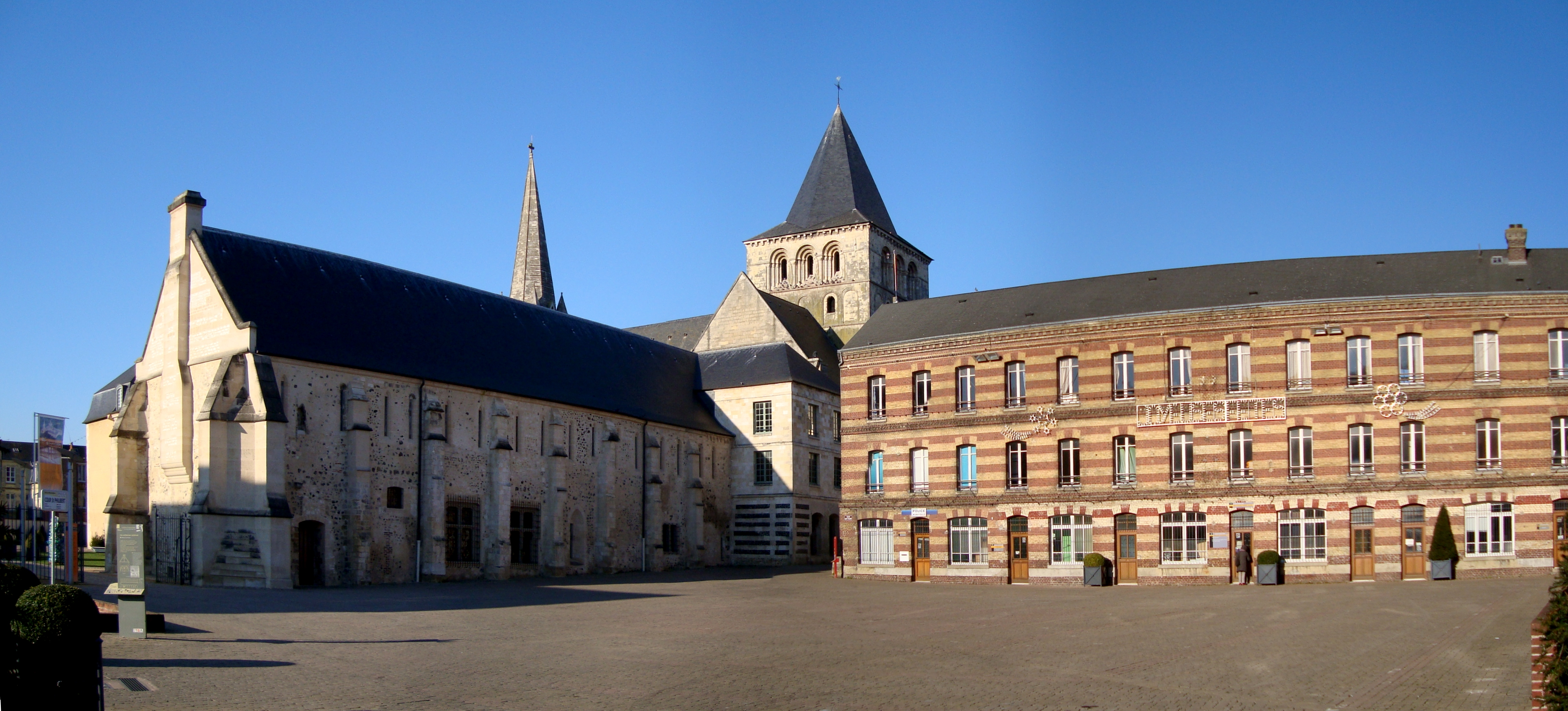
Аббатство Монтивилье
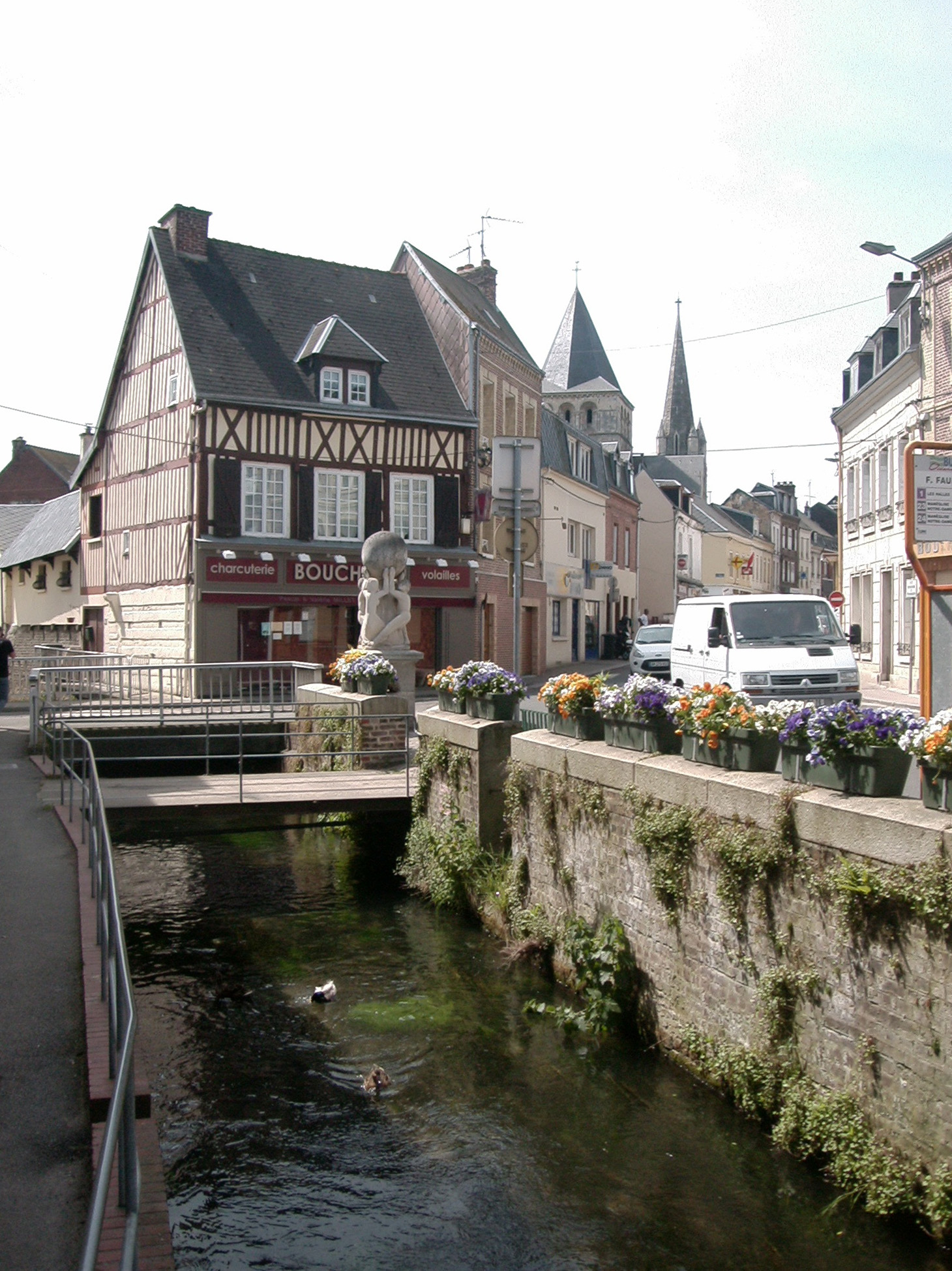
Река Лезард в Монтивилье

1. 1 2  база данных о французских коммунах — Национальный географический институт Франции, 2015.